# خورشیدگرفتگی ۱۴ دسامبر ۲۰۰۱
خورشیدگرفتگی ۱۴ دسامبر ۲۰۰۱ (به انگلیسی: Solar eclipse of December 14, 2001) یک خورشیدگرفتگی از نوع خورشیدگرفتگی حلقه‌ای است. این خورشیدگرفتگی در تاریخ ۱۴ دسامبر ۲۰۰۱ میلادی (‎۲۳ آذر ۱۳۸۰ خورشیدی) روی داد که زمان اوج آن، ساعت ۲۰:۵۳:۰۱ به‌وقت ساعت هماهنگ جهانی بوده‌است. مدت زمان و طول این خورشیدگرفتگی ۳ دقیقه و ۵۳ ثانیه بود.